# Boubouroche (film, 1911)
Pour plus de détails, voir Fiche technique et Distribution.
Boubouroche est un film muet français réalisé par Georges Monca et sorti en 1911.

## Fiche technique
- Titre : Boubouroche
- Réalisation : Georges Monca
- Scénario : Georges Monca, d'après la pièce épomyme de Georges Courteline (1893)
- Société de production : Société cinématographique des auteurs et gens de lettres (S.C.A.G.L)
- Société de distribution :  Pathé Frères
- Pays d'origine :  France
- Langue : film muet avec les intertitres en français
- Métrage : 260 m
- Format : Noir et blanc — 35 mm — 1,33:1 — Muet
- Genre : Comédie
- Durée : 8 minutes 30
- Dates de sortie : 
  -  France : 6 octobre 1911

## Distribution
- Frédéric Muffat : Boubouroche
- Georges Tréville : le vieux monsieur
- Henri Bosc : André
- Amélie Diéterle : Adèle